# Дятел сіролобий
Дя́тел сіролобий (Yungipicus canicapillus) — вид дятлоподібних птахів родини дятлових (Picidae). Мешкає в Східній і Південно-Східній Азії.

## Опис
Довжина птаха становить 14-16 см, представники підвиду Y. c. mitchellii досягають довжини 20-27 см, представники підвидів Y. c. semicoronatus. Верхня частина тіла пістрява, чорно-біла, нижня частина тіла білувата. На надхвісті біла ромбоподібна пляма, відсутня у спорідненого бурощокого дятла. Лоб і тім'я бурувато-сірі. потилиця чорна. У самців на скронях є невеликі червоні плями. Решта голови пістрява, через очі проходять чорні смуги, під дзьобом чорні "вуса". Щоки і горло білуваті, над очима білі "брови". Очі червоні, дзьоб і лапи темно-сірі. Молоді птахи мають тьмяніше забарвлення, тім'я у них чорне. Червоні плями на головах молодих самців помітніші, ніж у дорослих птахів.

## Підвиди
Виділяють одинадцять підвидів:
- Y. c. doerriesi Hargitt, 1881 — південь Приморського краю, Манчжурія, Корейський півострів;
- Y. c. scintilliceps (Swinhoe, 1863) — східний Китай;
- Y. c. kaleensis (Swinhoe, 1863) — центральний і південний Китай, Тайвань;
- Y. c. swinhoei Hartert, E, 1910 — острів Хайнань;
- Y. c. mitchellii (Malherbe, 1849) — від північного Пакистану і північно-західної Індії до Непалу;
- Y. c. semicoronatus (Malherbe, 1849) — від східного Непалу до північно-східної Індії;
- Y. c. canicapillus (Blyth, 1845) — від Бангладеш і північно-східної Індіїчере південну М'янму до Таїланду і Лаосу;
- Y. c. delacouri (Meyer de Schauensee, 1938) — південно-східний Таїланд, Камбоджа, південний В'єтнам;
- Y. c. auritus (Eyton, 1845) — південно-західний Таїланд, Малайський півострів;
- Y. c. volzi (Stresemann, 1920) — Суматра і острови Ріау;
- Y. c. aurantiiventris (Salvadori, 1868) — Калімантан.

## Поширення і екологія
Сіролобі дятли поширені від західних Гімалаїв до Далекого Сходу Росії та Калімантану. Вони живуть в рівнинних і гірських вологих тропічних лісах, широколистяних і мангрових лісах, чагарникових заростях і садах. Зустрічаються на висоті до 2000 м над рівнем моря, на Суматрі спостерігалистя на висоті 2800 м над рівнем моря. На переважній частина ареалу є осілими, на півночі є кочівним.

## Поведінка
Сіролобі дятли живляться переважно комахами, взимку також споживають насіння. Вони шукають здобич в кронах дерев. Сезон розмноження в Гімалаях триває з квітня по липень, в Південно-Східній Азії з грудня по квітень. Дупло видовбується парою птахів на висоті від 2,5 до 15 м над землею. На півночі сіролобі дятли відкладають від 6 до 8 яєць, на півдні від 3 до 5. Інкубаційний період триває 12-13 днів. Вночі насиджує лише самиця, вдень її може змінювати самець. Пташенята покидають гніздо у віці 3 тижнів.